# كرايغ بيرسيفال
كرايغ بيرسيفال (بالإنجليزية: Craig Percival) هو دراج بريطاني، ولد في 5 ديسمبر 1972 في المملكة المتحدة.

## وصلات خارجية
- كرايغ بيرسيفال على موقع أرشيف الدراجات (الإنجليزية)
- كرايغ بيرسيفال على موقع اتحاد ألعاب الكومنولث (مؤرشف) (الإنجليزية)